# Iupsjara
Iupsjara (georgiska: იუფშარა) är en flod i Georgien. Den ligger i regionen Abchazien, i den nordvästra delen av landet. Iupsjara utgår från sjön Ritsa och mynnar som vänsterbiflod i Gega.